# Norvellina texana
Norvellina texana är en insektsart som beskrevs av Ball 1907. Norvellina texana ingår i släktet Norvellina och familjen dvärgstritar. Inga underarter finns listade i Catalogue of Life.